# منظمة بحوث العلوم الهندسية (إندونيسيا)
منظمة بحوث العلوم الهندسية (بالإندونيسية: Organisasi Riset Ilmu Pengetahuan Teknik) هي واحدة من 7 (وفي المستقبل 16) منظمة بحثية تحت مظلة الوكالة الوطنية للبحث والابتكار. تأسست في 1 سبتمبر 2021. المنظمة عبارة عن تحول النائب الثالث (العلوم الهندسية) من المعهد الإندونيسي للعلوم.

## البنية
كما هو منصوص عليه في المادة 175 والمادة 176 من مرسوم رئيس المعهد الإندونيسي للعلوم رقم 1/2021 المنصوص عليه، فإن كل منظمة بحثية تابعة لـ المعهد الإندونيسي للعلوم مسؤولة ومخاطبة أمام رئيس المعهد. كما نصت على أن تكون المنظمات البحثية تتكون من رئيس المنظمات البحثية والمراكز والمختبرات / مجموعات الدراسة.
هيكل المعهد الإندونيسي للعلوم هو كما يلي:
مكتب رئيس المعهد الإندونيسي للعلوم.
- مركز البحوث للفيزياء.
- مركز أبحاث الكيمياء.
- مركز البحوث للمعلوماتية.
- مركز أبحاث الطاقة الكهربائية والميكاترونكس.
- مركز أبحاث الإلكترونيات والاتصالات.
- مركز أبحاث المعادن وعلوم المواد.